# 佩德罗韦尔纳尔多
佩德罗韦尔纳尔多，是西班牙卡斯蒂利亚-莱昂阿维拉省的一个市镇。 总面积69km2, 总人口1229人（2001年），人口密度18人/km2。